# Comuna Livezi, Vâlcea
Livezi este o comună în județul Vâlcea, Oltenia, România, formată din satele Livezi (reședința), Părăușani, Pârâienii de Jos, Pârâienii de Mijloc, Pârâienii de Sus, Pleșoiu și Tina.

## Demografie
Componența etnică a comunei Livezi
     Români (92,06%)
     Alte etnii (7,94%)
Componența confesională a comunei Livezi
     Ortodocși (91,86%)
     Alte religii (0,89%)
     Necunoscută (7,25%)
Conform recensământului efectuat în 2021, populația comunei Livezi se ridică la 2.014 locuitori, în scădere față de recensământul anterior din 2011, când fuseseră înregistrați 2.301 locuitori. Majoritatea locuitorilor sunt români (92,06%). Din punct de vedere confesional, majoritatea locuitorilor sunt ortodocși (91,86%), iar pentru 7,25% nu se cunoaște apartenența confesională.

## Politică și administrație
Comuna Livezi este administrată de un primar și un consiliu local compus din 11 consilieri. Primarul, Ștefan Verdeș[*], de la Partidul Social Democrat, este în funcție din 2016. Începând cu alegerile locale din 2024, consiliul local are următoarea componență pe partide politice:
|  | Partid                          | Consilieri | Componența Consiliului | Componența Consiliului | Componența Consiliului | Componența Consiliului |
|  | ------------------------------- | ---------- | ---------------------- | ---------------------- | ---------------------- | ---------------------- |
|  | Alianța pentru Unirea Românilor | 4          |                        |                        |                        |                        |
|  | Partidul Social Democrat        | 4          |                        |                        |                        |                        |
|  | Uniunea Salvați România         | 1          |                        |                        |                        |                        |
|  | Partidul Național Liberal       | 1          |                        |                        |                        |                        |
|  | Forța Dreptei                   | 1          |                        |                        |                        |                        |

## Satul Veaca face parte din com. Livezi
1. ↑  Rezultatele alegerilor locale din 2016, Biroul Electoral Central
2. ↑  „Anexă: Denumirea și componența unităților administrativ-teritoriale pe județe”. Legea 290. Parlamentul României. 2018.
3. ↑  „Rezultatele recensământului din 2011: Tab8. Populația stabilă după etnie – județe, municipii, orașe, comune”. Institutul Național de Statistică din România. iulie 2013. Accesat în 5 august 2013.
4. ↑  „Rezultatele recensământului din 2021: Populația rezidentă după etnie (Etnii, Macroregiuni, Regiuni de dezvoltare, Județe, Municipii, orașe și comune)”. Institutul Național de Statistică din România. iunie 2023. Accesat în 23 august 2023.
5. ↑  „Rezultatele recensământului din 2021: Populația rezidentă după religie (Religii, Macroregiuni, Regiuni de dezvoltare, Județe, Municipii, orașe și comune*)”. Institutul Național de Statistică din România. iunie 2023. Accesat în 23 august 2023.
6. ↑  „Rezultatele finale ale alegerilor locale din 2024” (Json). Autoritatea Electorală Permanentă. Accesat în 23 octombrie 2024.